# Observatorio Astrofísico Smithsoniano
El Observatorio Astrofísico Smithsoniano (SAO, según sus siglas en inglés) es una institución de investigación del instituto smithsoniano que tiene su sede en Cambridge, Massachusetts. Trabaja junto al observatorio Harvard College (HCO), formando el centro de astrofísica Harvard-Smithsonian (CfA).

## Historia
El Observatorio Astrofísico Smithsonian lo fundó en 1890 Samuel Pierpont Langley, un alto cargo del Instituto Smithsonian, para estudiar la naturaleza solar. Aunque Langley se recuerde como un pionero en el campo de la aeronáutica, estudio astronomía y fue el primer estadounidense en comprender la astrofísica como un campo aparte.
En 1955, el Observatorio Astrofísico Smithsonian se trasladó a Cambridge desde Washington D. C. para unirse al Harvard College Observatory y así expandir su personal, instalaciones y alcance científico. Fred Whipple, el primer director del observatorio tras su coalición, inició el establecimiento de una red mundial de seguimiento de satélites, lo que posicionó al observatorio a la cabeza de la investigación científica espacial.

## En la actualidad
En la actualidad, existen más de 300 científicos del CfA que se dedican a un amplio programa de investigación en astronomía, astrofísica, ciencias terrestres y del espacio, y la educación científica.
Los esfuerzos pioneros de SAO en el desarrollo de observatorios orbitales y los grandes telescopios con base en la tierra, la aplicación de los ordenadores a los problemas astrofísicos, y la integración de las mediciones de laboratorio, la astrofísica teórica y observaciones de todo el espectro electromagnético, han contribuido mucho a nuestra comprensión actual del universo.
El observatorio Chandra de rayos X es administrado y operado por SAO de Cambridge, con la universidad de Arizona, SAO también gestiona el Observatorio MMT.